# Fondation marianiste
La Fondation marianiste, est un organisme créé en 2009 et reconnu d’utilité publique.
La fondation œuvre pour la promotion de la personne, la défense de la justice, avec l’éducation pour principe.

## Historique
La fondation est née à la suite des actions de la Société de Marie et de l'Union lorraine.

### La Société de Marie
À l'issue de la Révolution française, Guillaume-Joseph Chaminade porte un secours tant matériel que moral aux nécessiteux. En 1816, il fonde avec Adèle de Batz de Trenquelléon, les Filles de Marie Immaculée, puis l'année suivante la Société de Marie, aidé par de nombreux laïcs.

### L'Union lorraine
À la suite de la défaite française de 1871, Henri de Wendel (1844-1906), grand patron de la sidérurgie lorraine, constate le cruel sort de ses compatriotes, obligés de choisir entre l’Allemagne et la France. Vouloir rester Français signifie devenir un déraciné, souvent être confronté au chômage et à l’éclatement des familles. C’est cette volonté d’œuvrer pour l’entraide aux Lorrains dispersés sur le territoire qui préside à la naissance de l’Union Lorraine en 1912. L'union apporte des soins, de la nourriture, des logements, et des conseils juridiques aux familles lorraines en détresse. L’Union Lorraine est reconnue d’utilité publique le 23 mars 1925. L'Union lorraine est dissoute le 17 mars 2015.

### La fondation marianiste
La Société de Marie et l'Union lorraine se rencontrent dans les années 1920 dans le domaine de l’éducation. L’Union lorraine est alors responsable des loisirs et de l’instruction des enfants d’ouvriers, et en confie bon nombre aux religieux marianistes. La coopération perdure depuis. La Société de Marie et l’Union Lorraine collaborant depuis 80 ans, elles décident de rationaliser leurs actions communes en créant la Fondation Marianiste pour l’éducation et le développement.
L'organisme est créé le 20 novembre 2009 et aussitôt reconnu d'utilité publique20 novembre 2009. Il a pour objet la promotion de la personne, la défense de la justice, avec l’éducation pour principe,,.

## Activités
La Famille marianiste est présente dans 40 pays. L'Union Lorraine agit partout en France et depuis 1988, dans les pays du Sud. Leur longue expérience respective leur confère une expertise de pointe dans le domaine de l’éducation, de la pédagogie, et dans celui de l’aide au développement.

### En France
En France, la Fondation marianiste dispose de la tutelle de l'Institution Sainte-Marie d'Antony, l'un des plus grands établissements d'enseignement privé en France France.
Dans le département des Hauts-de-Seine à Antony, elle possède la Maison Saint-Jean qui offre hôtellerie, conférences, etc,.

### A l'étranger

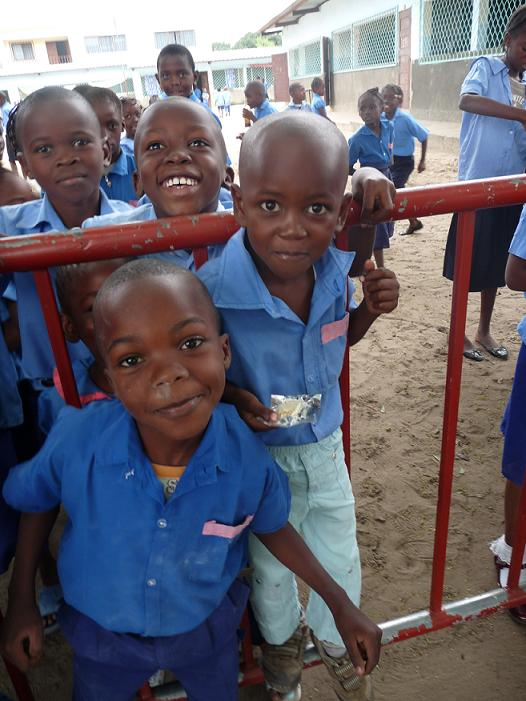
Élèves de l'école Sainte Rita à Moukondo, près de Brazzaville.

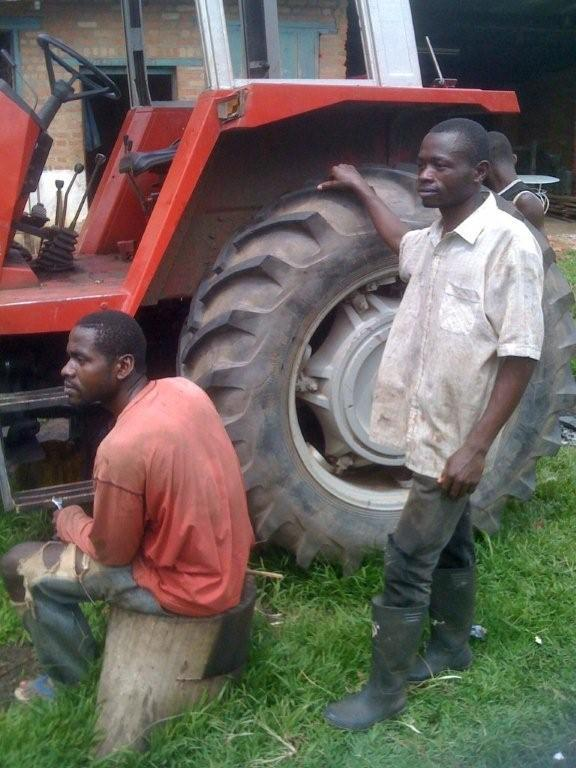
Centre de formation agricole à Voka, près de Brazzaville.

À l'étranger, la Fondation marianiste œuvre principalement dans les pays où la plupart des habitants vivent avec moins d’un euro par jour, et n’ont accès ni aux soins ni à une éducation de qualité.
En 2006, six sœurs de la communauté marianiste s'installent à Ranchi en Inde pour fonder le foyer de jeunes filles Adèle House.

## Pour approfondir